# Seeweg
Ein Seeweg ist die Route einer schiffbaren (oft einer möglichst kurzen) Verbindung zwischen Häfen, die durch Ozeane und Meere verläuft. Seewege sind Verkehrswege der Seefahrt.

## Entstehung
Seewege ermöglichen Handel über große Entfernungen. Bei ihrer immensen sicherheitspolitischen und strategischen Bedeutung begründen sie die Existenz aller Marinen. Sie sind regelmäßig benutzte Schiffsrouten über Meere. Sie bestehen seit dem 3. Jahrtausend v. Chr. in Vorderasien und Nordafrika, die Seeschifffahrt existiert seit etwa 6000 vor Christus.
Christoph Columbus fand zufällig und zeitlebens unwissentlich den bis dahin in Europa nicht bekannten Kontinent Amerika, als er auf der Suche nach einem Seeweg nach Indien war.
Die Routen der einzelnen Seewege richteten sich die längste Zeit nach den Winden, da Segelschiffe benutzt wurden. Motorschiffe, die heute überwiegend in der Seeschifffahrt üblich sind, müssen hauptsächlich nur noch Strömung, Wettergefahren bei ihrem Kurs beachten. Typischerweise beginnen und enden Seewege in Seehäfen.

## Bedeutende internationale Seewege
Für Europa und Nordamerika ist der Nordatlantik nach wie vor der bei weitem wichtigste Seeweg.
Die Nordwestpassage verbindet Europa und den Fernen Osten auf einem Großkreis; sie ist aber navigatorisch extrem schwierig und nicht eisfrei. Im Prinzip das Gleiche gilt für die Nordostpassage. Die globale Erwärmung hat starke Auswirkungen auf das Eis in der Arktis und Folgen der globalen Erwärmung in der Antarktis.
Für den Handel Russlands, die Erschließung Sibiriens und die Exploration des Arktischen Ozeans könnte sie Bedeutung gewinnen.
Im dicht besiedelten Südostasien ist die Straße von Malakka das strategische Nadelöhr. 

Schiffsgrößen im Panamakanal vor und nach dem Ausbau im Vergleich zu anderen Wasserstraßen

Der Seeweg nach Indien, Südostasien und Australien führt um das Kap der Guten Hoffnung. Abgekürzt wird er seit 1869 durch den Sueskanal. Dadurch hat die Straße von Gibraltar an Bedeutung gewonnen.
Für den Pazifischen Ozean und die Westküste Amerikas hat das Kap Hoorn (und die Magellanstraße) die gleiche Bedeutung wie das Kap der Guten Hoffnung für den Indischen Ozean.
Der Panamakanal wurde bis 2019 erheblich erweitert; die hindurchfahrenden Schiffe können jetzt größer sein als zuvor (siehe Grafik und den Artikel Panamax).

## Künstliche Seewege
Um die Distanz zwischen einzelnen Häfen bzw. Regionen für die Seeschifffahrt zu verkürzen, bzw. um besonders unfallträchtige Passagen zu verhindern oder Abgaben wie den dänischen Sundzoll zu umgehen, wurden neben den natürlichen Seewegen künstliche Seewege angelegt. Beispiele für solche künstlichen Seewege sind z. B. der Eider-Kanal, der Sues-Kanal, der Panama-Kanal oder der Nord-Ostsee-Kanal.

## Karten und Globen
1920 schuf Arthur Krause den Neuen Handels- und Verkehrsglobus.
2006 erschien ein Kartenwerk zur seeräumlichen Vorstellung Chinas. Derzeit wird keine Flotte in vergleichbarer Weise aufgerüstet wie die Marine der Volksrepublik China.